# Philosophia. Anuario de Filosofía
Philosophia. Revista de Filosofía es una revista de Filosofía editada por el Instituto de Filosofía de la Facultad de Filosofía y Letras de la Universidad Nacional de Cuyo (Mendoza, Argentina). A partir del año 2013, la publicación cambió su nombre original de Anuario de Filosofía a Revista de Filosofía ya que comenzó a editar dos números en el mismo año calendario.

## Creación y desarrollo
La revista fue creada en 1943, acompañando la fundación del Instituto de Filosofía que la cobija. De este modo, se constituye como la más antigua entre las revistas de filosofía de Latinoamérica que se encuentran en circulación. Su primer director fue Juan Ramón Sepich y el primer número fue publicado al año siguiente, conteniendo cuatro artículos.
A lo largo de los años, la revista vio modificaciones en sus órganos directivos. Hasta el año 1948, el director titular fue el mismo Juan Sepich, que se desempeñaba, a su vez, como director del Instituto. Sin embargo, dentro de esta primera etapa se hizo cargo interinamente de su dirección Diego Pro, entre los años 1944 y 1947.
A partir del año 1949, se crearon diversos cargos con el fin de asistir al director del Instituto en las tareas requeridas para llevar adelante la publicación. Así, se sucedieron como responsables inmediatos de dicha labor Luis Pereyson (1949-1950), Mauricio A. López (1951-1952) y Aldo Testaseca (1953-1954).
En el año 1955, y bajo la dirección de Juan Adolfo Vázquez se creó una comisión de publicaciones especial. Tal comisión fue integrada por Angélica Mendoza, Azucena Bassi y Arturo Andrés Roig, y desempeñó sus funciones hasta el año 1963. A partir del año siguiente, Diego Pro, en su carácter de nuevo Director del Instituto dispuso la creación de un Consejo de Redacción a cargo de dos personas: Luis Noussan Lettry y el ya nombrado Arturo Roig, quienes realizaron estas tareas hasta el año 1983.
Finalmente, con la gestión como director de Instituto de Nolberto Espinosa, se inauguró una nueva estructura directiva para la revista. La misma estaría integrada por tres personas que cubrirían igual cantidad de cargos con funciones específicas: Dirección, Secretaría de Redacción y Secretaría Técnica. De este modo, la composición del Consejo Directivo de Philosophia a partir del año 1987 fue la siguiente:
- 1987-1994: Norberto Espinosa;
- 1994-2004: Héctor Jorge Padrón;
- 2005-2010: Rubén Peretó Rivas;
- 2011-2012: Ricardo F. Crespo; Ivana Anton Mlinar;[Emiliano J. Cuccia
- 2013- : Ivana Anton Mlinar; Emiliano J. Cuccia; María Teresa Gargiulo de Vázquez.

Desde 2013 goza de una periodicidad semestral y publica sus respectivos volúmenes digitales en junio y diciembre. También imprime anualmente un volumen que contiene los respectivos volúmenes semestrales.

## Alcance temático
La revista Philosophia está abierta a contribuciones sobre todos los aspectos de la filosofía, con especial foco en los grandes temas y autores de la filosofía occidental, que signifiquen un aporte original a esta disciplina. Su objetivo es difundir y debatir ampliamente a través de las contribuciones originales de los autores, los problemas que se plantean actualmente en la filosofía. De aquí que los trabajos publicados resulten de interés para los especialistas, investigadores y estudiantes de posgrado. Los artículos y notas recibidos son evaluados por revisores expertos designados por la dirección de la revista, siguiendo el sistema conocido como referato anónimo doble ciego.

## Consejos editorial y científico
Para asegurar la calidad científica y el nivel académico de los artículos, la revista Philosophia cuenta con la colaboración de destacados académicos de renombre internacional. 

## Indización
La revista Philosophia se encuentra indizada en el catálogo Latindex (Catálogo), Dialnet, REDIB, Philosopher's Index y Gale Cengage Learning- Informe Académico.

## Recepción de contribuciones
Las contribuciones propuestas para integrar los números de la revista se recepcionan por correo electrónico en las direcciones indicadas en las Normas para autores.